# Christian Berger (Diplomat)
Carl Georg Christian Berger (* 5. März 1956 in Madrid) ist ein pensionierter deutscher Diplomat. Er war von August 2019 bis zum Eintritt in den Ruhestand im Juni 2022 Botschafter in Kambodscha.

## Biografie
Nach dem Abitur am Aloisiuskolleg in Bonn 1974 leistete er seinen Wehrdienst bei der Bundeswehr ab und wurde später Oberleutnant der Reserve. Anschließend absolvierte er zwischen 1976 und 1978 eine Berufsausbildung zum Bankkaufmann bei der Commerzbank in Freiburg im Breisgau und danach bis 1983 ein Studium der Volkswirtschaftslehre an der Rheinischen Friedrich-Wilhelms-Universität Bonn sowie der Universität zu Köln. Nach Beendigung des Studiums war er als Länderreferent in der Abteilung für Volkswirtschaft bei der Deutsch-Südamerikanischen Bank in Hamburg tätig.
1986 trat er in den Diplomatischen Dienst ein und war nach Beendigung der Attachéausbildung zunächst Referent für Fragen des EG-Binnenmarkts und dann von 1988 bis 1990 Referent für Angelegenheiten der Europäischen Gemeinschaft (EG) im Büro von Bundesaußenminister Hans-Dietrich Genscher. Im Anschluss fand er zunächst Verwendung an der Botschaft in Malaysia, von 1992 bis 1993 an der Ständigen Vertretung bei der NATO in Brüssel sowie danach bis 1995 an der Ständigen Vertretung bei der Europäischen Union (EU) in Brüssel.
Nach seiner Rückkehr nach Deutschland war er zwischen 1995 und 1999 Persönlicher Referent des Staatssekretärs im Auswärtigen Amt Hans-Friedrich von Ploetz. Danach wurde er als Nachfolger von Ulrich Dreesen Botschafter in Laos und bekleidete dieses Amt von 2000 bis 2004. Im Anschluss kehrte er nach Deutschland zurück und war dort bis 2007 Referatsleiter für Südostasien (Referat 310) im Auswärtigen Amt und damit auch für Australien, Neuseeland und den Pazifikraum zuständig.
Von 2007 bis 2010 war Christian Berger als Nachfolger des in den Ruhestand getretenen Bernd Sproedt Botschafter der Bundesrepublik Deutschland in Ecuador. Ab 2010 war er deutscher Botschafter in Bagdad, bevor dieses Amt Brita Wagener im August 2012 übernahm. Berger war im Anschluss im Auswärtigen Amt in Berlin als Beauftragter für Außenwirtschaftsförderung tätig. Im Januar 2016 überreichte er sein Beglaubigungsschreiben als Botschafter der Bundesrepublik Deutschland in Vietnam. Im Juli 2019 folgte ihm Guido Hildner auf diesem Posten und Berger wechselte als Botschafter nach Kambodscha.
Berger trat mit Ablauf des Monats Juni 2022 in den Ruhestand. Sein Nachfolger in Kambodscha ist Stefan Messerer.